# 特別機動警備隊
特別機動警備隊（とくべつきどうけいびたい、英: Special Security Readiness Team、SeRT（））は、法務省矯正局に所属する警備部隊である。

## 概要
従来の刑務所などの刑事施設は、非常設部隊の管区機動警備隊の隊員を刑務官が兼任する形で警備を担っていた。しかし常設部隊ではないため、暴動、逃走、身柄奪取、テロ、災害等の非常事態が発生した場合、迅速に対処することが困難であった。そのため、法務省矯正局に初の常設特別部隊である「特別機動警備隊」を新設した。なお、法務省矯正局公式Xにおいては、「法務省の特殊部隊である特別機動警備隊」と記載されている。
隊員は通常の刑務官の仕事を離れ、特別機動警備隊員の業務に専念する。
事態に応じて拳銃、催涙スプレー、催涙弾･着色弾発射機、盾等を所持し、刑務所内の暴動鎮圧や収容者の脱走等の犯罪捜査・災害対応を行う。
発足当初は隊長以下56人で構成され、本隊は東京拘置所内にある。
指定暴力団幹部の出所に伴う施設警備や、台風被害による避難所開設や復旧支援活動などで活動。また、2021年7月、大雨によって大規模な土砂災害が起きた静岡県熱海市における災害復旧支援活動にも派遣された。

## 沿革
- 2019年
  - 4月1日 ：特別機動警備隊発足[5]。
  - 6月3日 ： 法務大臣より特別機動警備隊隊長に対し指揮官旗が授与される[6]。
- 2020年
  - 11月：2020年度における査閲式を実施した。
- 2021年
  - 6月：東京拘置所において、令和3年度入隊式が行われ、29名の新隊員が入隊し、総勢61名（うち女性隊員5名）となる。
  - 7月18日〜8月3日：静岡県熱海市で発生した土砂災害を受け、災害派遣され支援活動を実施した。
  - 12月2日 ： 特別機動警備隊指揮官車としてマツダ・CX-8を配備したと発表[7]。
- 2022年
  - 4月19日：東京拘置所において、令和4年度入隊式が行われ、8名の新隊員が入隊した。
  - 6月：2022年度における査閲式を実施した。
- 2023年
  - 4月18日：東京拘置所において、令和5年度入隊式が行われ、21名の新隊員が入隊した。
- 2024年
  - 1月：令和6年度能登半島地震を受け、災害派遣され行方不明者の捜索活動や支援活動等を実施した。
  - 4月17日：東京拘置所において、令和6年度入隊式が行われ、13名の新隊員が入隊した。
  - 10月4日：2024年度における査閲式を実施した。